# Kairangala
Kairangala là một thị trấn thuộc tehsil Bantval, huyện Dakshin kannad, bang Karnataka, Ấn Độ.